# 斯泰茨維爾鎮區 (北卡羅萊納州艾爾代爾縣)
斯泰茨維爾鎮區（英語：Statesville Township）是位於美國北卡羅萊納州艾爾代爾縣的一個鎮區。

## 地方資料
斯泰茨維爾鎮區的面積為84.70平方千米，當中陸地面積為84.20平方千米，而水域面積為0.50平方千米。根據2020年美國人口普查的數據，當地共有人口31227人，而人口密度為每平方千米368.68人。